# Procnias tricarunculatus
Procnias tricarunculatus là một loài chim trong họ Cotingidae.